# Mezzo (canal de televisión)
Mezzo es un canal de pago francés que emite música clásica, ópera, danza, jazz y músicas del mundo.

## Historia

### Francia Supervisión
Originalmente, el grupo de France Telévision lanzó en 1992 un nuevo canal llamado France Supervisión. Remitía sus programas sobre todo los de France 2 y France 3 con algunas producciones de prestigio ya emitidas. El deporte constituía aproximadamente un tercio de su programación, además de la emisión de documentales y programación dedicada a la música.

### La creación de Mezzo
Sin embargo, el formato de emisión resultaba demasiado caro y no atraía espectadores.
En particular, la visión suponía un problema, ya que apenas existían televisores 16:9 o capaces de reducir la imagen verticalmente. Los propietarios de una televisión 4:3 podían ver el centro de la imagen o ver la imagen comprimida.
En marzo de 1998 deja de emitir en D2MAC y cambia el formato y su temática, dedicándolo a la ópera, música clásica, la danza, llamándolo Mezzo.

### La fusión Muzzik y Mezzo
En 1996, el Grupo Lagardère había lanzado un canal dedicado a la música clásica, jazz y músicas del mundo: Muzzik.
Los propietarios de Muzzik y Mezzo, decidieron el 7 de diciembre de 2001 fusionar sus canales. El canal nació el 2 de abril de 2002, convirtiéndose en el primer canal temático de música clásica, ópera, danza, jazz y músicas del mundo en Europa .
Tras la fusión, el canal continúa llamándose Mezzo.
Después de fusionarse, el 7 de abril de 2010 comienza a emitir una señal en alta definición llamada Mezzo Live HD.

## Programación
Mezzo ofrece programas completos: Opera, conciertos de música clásica y jazz, ballet clásico y contemporáneo, también los formatos que permiten descubrir o redescubrir artistas clásicos y de jazz.
Tiene un primetime todos los días de 20:30 a 03:00 (repetición de 10h a 17h ).
Las noches son siempre un gran evento musical con al menos un gran directo mensual de uno de los 39 países cubiertos.
Las tres noches temáticas son las siguientes:
- Sábado: Opera
- Domingo: Ballet Clásico y Contemporáneo
- Jueves: Jazz

## Organización

### Dirigentes
- Presidente: Richard Lenormand
- Directora delegada: Caroline Cochaux
- Director: Christophe Winckel

### Capital
Su capital pertenece en un 50 % a Groupe Les Échos-Le Parisien y en un 50 % a Groupe Canal+.